# روبرت برادفورد (سياسي)
روبرت برادفورد (بالإنجليزية: Robert Bradford)‏ هو لاعب كرة قدم وسياسي بريطاني، ولد في 8 يونيو 1941 في المملكة المتحدة، وتوفي في 14 نوفمبر 1981 في بلفاست في المملكة المتحدة. حزبياً، نشط في حزب ألستر الوحدوي. في الانتخابات العامة في المملكة المتحدة فبراير 1974 ‏، انتخب عضو البرلمان السادس والأربعون للمملكة المتحدة عن دائرة بلفاست الجنوبية خلال فترته النيابية ‏ (28 فبراير 1974 – 20 سبتمبر 1974) وفي الانتخابات العامة في المملكة المتحدة أكتوبر 1974 ‏، انتخب عضو البرلمان السابع والأربعون للمملكة المتحدة عن دائرة بلفاست الجنوبية خلال فترته النيابية ‏ (10 أكتوبر 1974 – 7 أبريل 1979) وفي الانتخابات العامة للمملكة المتحدة 1979 ‏، انتخب عضو البرلمان الثامن والأربعون للمملكة المتحدة عن دائرة بلفاست الجنوبية خلال فترته النيابية ‏ (3 مايو 1979 – 14 نوفمبر 1981).